# Giorgio Marras
Pour les articles homonymes, voir Marras.
Giorgio Marras (né le 15 octobre 1971 à Marrubiu) est un athlète italien, spécialiste du sprint. 

## Biographie
Aux Championnats d'Europe 1994, Giorgio Marras remporte la médaille de bronze sur 4 x 100 mètres aux côtés de Ezio Madonia, Domenico Nettis et Sandro Floris.

### Palmarès
| Date | Compétition                    | Lieu     | Résultat | Épreuve   | Performance |
| ---- | ------------------------------ | -------- | -------- | --------- | ----------- |
| 1992 | Championnats d'Europe en salle | Gênes    | 4e       | 200 m     | 21 s 15     |
| 1994 | Championnats d'Europe          | Helsinki | 3e       | 4 x 100 m | 38 s 99     |

### Records
| Épreuve    | Performance | Lieu      | Date            |
| ---------- | ----------- | --------- | --------------- |
| 100 mètres | 10 s 32     | Nuoro     | 27 juillet 1993 |
| 200 mètres | 20 s 48     | Sestrière | 31 juillet 1994 |